# Аварска марка
Аварската марка или Авария (на немски: Awarenmark, Avaria) е създадена от франкския крал Карл Велики след похода му през 791 – 796 г. на територията на днешните Долна Австрия, Бургенланд и Северозападна Унгария, за да пази границите на империята против аварите, които владеели Панония и Източна Средна Европа. Другите наименования на тази територия били „plaga orientalis“, „Остланд“ или „Панонска марка“ („Pannonische Mark“).

## История
Аварите нахлуват от около 560 г. от Централна Азия в Европа и най-късно от средата на 8 век заплашвали все повече интересите на франките в стратегически важни региони на Средна Европа.
Карл Велики създава през 791 – 803 г. тази гранична Марка като Маркграфство, чиито управители (графове) имали особени военни права и затова можели да искат данъци (Marchfutter).
В походите му 791 – 796 и 803 г. Карл Велики в съюз с българския хан Крум побеждава аварите и увеличава територията на Аварската марка до Панония.
Карл Велики поставя тъста си Геролд I († 795, Геролдони), след свалянето на Тасило III през 788 г. префект в Бавария, за маркграф на Марка Авария.
През ранния 9 век Карловата Авария (марката на Дунав от река Енс до Балатон) е обединена през 976 г. с Марка Каринтия (Карантания) (обхващала територии също и в днешна Словения) в общо Маркграфство Австрия (или Източна марка, Marchia orientalis, Остланде, Остмарк) от Херцогство Бавария, с Остланд-префект в Лорх (в района на днешен Линц).
Те образували страна на територията на днешна Долна Австрия, която през средата на Средновековието става Херцогство Австрия през 1156 г.